# Ivan Jovanović
Ivan Jovanović (ur. 8 lipca 1962 w Loznicy) – serbski trener i piłkarz.

## Kariera piłkarska
Jovanović grał w FK Rad w jugosłowiańskiej pierwszej lidze w sezonach 1987/88 i 1988/89. W następnym sezonie przeniósł się do greckiego Iraklisu Saloniki, gdzie grał do końca swojej kariery.

## Kariera trenerska
Ivan Jovanović rozpoczął swoją karierę trenerską w 2001 r. w Niki Wolos. W następnych latach pracował w APOEL FC, Iraklisie, Panachaiki GE i An-Nassr.
Podczas swojej kariery trenerskiej zdobył 7 tytułów, wszystkie jako trener APOEL FC. Pomógł też APOEL-owi zakwalifikować się do Ligi Mistrzów UEFA w fazie grupowej po raz pierwszy w swojej historii.
Otrzymał również nagrodę „Coach of the Season” nagrodę Cypr Football Association cztery razy.
W 2021 r. podpisał kontrakt z Panathinaikos AO na sezon 2021-22. Po wygraniu pucharu Grecji, podpisał nowy kontrakt do końca sezonu 2023-24.

## Wyróżnienia trenerskie
APOEL Nikozja
- Pierwsza Liga Cypru : 2004, 2009,2011
- Puchar Cypru : 2008
- Superpuchar Cypru : 2004, 2008, 2009
- Faza Grupowa Ligi Mistrzów : 2009/10
- Ćwierćfinał Ligi Mistrzów  : 2011/12

Indywidualne
- Trener Sezonu (Cypr): 2003-04, 2008-09, 2009-10, 2010-11